# Pavel Badea
Pavel Badea (Craiova, Romania, 10 de juny de 1967) és un exfutbolista romanès. Va disputar 9 partits amb la selecció de Romania.